# Animal Farm (1999)
Animal Farm is een televisiefilm uit 1999, geregisseerd door John Stephenson. Het is een verfilming van George Orwells Animal Farm.

## Rolverdeling
| Acteur              | Personage       |
| ------------------- | --------------- |
| Pete Postlethwaite  | Jones           |
| Caroline Gray       | Mrs. Jones      |
| Alan Stanford       | Pilkington      |
| Gail Fitzpatrick    | Mrs. Pilkington |
| Gerard Walsh        | Frederick       |
| Julia Ormond        | Jessie          |
| Kelsey Grammer      | Snowball        |
| Patrick Stewart     | Napoleon        |
| Ian Holm            | Squealer        |
| Paul Scofield       | Boxer           |
| Pete Postlethwaite  | [Benjamin       |
| Julia Louis-Dreyfus | Mollie          |
| Peter Ustinov       | Old Major       |
| Charles Dale        | Moses           |
| Charles Dale        | Pincher         |
| Jean Beith          | Muriel          |

## Achtergrond
Tijdens de Tweede Wereldoorlog schreef George Orwell het boek Animal Farm. Orwell wilde met het boek waarschuwen tegen het totalitaire systeem. In het boek worden treffende vergelijkingen gevonden met het communisme; zo kan de "Boerderij der Dieren" beschouwd worden als de USSR.
In 1999 is het boek opnieuw (voor televisie) verfilmd. Dankzij de moderne computertechnieken was het mogelijk een film te maken met echte mensen en dieren.